# Otto Flath
Otto Flath (* 9. Mai 1906 in Staritzke bei Kiew; † 10. Mai 1987 in seinem Haus in Bad Segeberg) war ein deutscher Holzbildhauer und Maler. Er schuf mehr als 3500 Holzarbeiten (darunter fünfzig Altarretabel) und 10.000 Aquarelle und Zeichnungen.
1971 wurde er zum „Ehrenbürger der Stadt Bad Segeberg“ ernannt, 1981 wurde ihm anlässlich seiner herausragenden Leistungen das Bundesverdienstkreuz am Bande verliehen. Das Wohnhaus, das Ausstellungsgebäude und die Werkstatt des Künstlers in Bad Segeberg sind als Kunsthalle Otto Flath erhalten. Die Dauerausstellung präsentiert rund vierzig Holzbildwerke und eine Auswahl von Aquarellen und Zeichnungen sowie eine Dokumentation zum Leben und Werk.
Bereits zu seinen Lebzeiten wurde sein Werk unterschiedlich aufgenommen. Die Begeisterung für seine großformatigen sakralen Werke ab den 1930er Jahren steht seit den 1950er Jahren die Diskussion um ihre Angemessenheit in Kirchenräumen gegenüber. Auch wird dabei die Nähe seiner Werke zur nationalsozialistischen Ideologie kritisch hinterfragt. Einige seiner Altarfiguren wurden daher aus dem Zentrum der Kirchen entfernt, so wurde etwa in der Lübecker Lutherkirche die das Kreuz begleitende Figurengruppe Die deutsche Familie 1990 vom Altar in den Eingangsbereich der Kirche versetzt.

## Leben
Otto Flath war eines von sieben Kindern einer deutschen Familie, die sich im 19. Jahrhundert zur Auswanderung in das Gebiet des späteren Ukraine entschlossen hatte. Seine Kindheit auf dem Dorf verlief zunächst glücklich, war aber aufgrund der Unruhen nach der Russischen Revolution von 1905 ab dem achten Lebensjahr durch Mangelernährung, Flucht und Krankheiten wie Rachitis und Typhus geprägt. Mit dem Ausbruch des Ersten Weltkrieges 1914 galt die Familie als Deutsche als politische Feinde. Der Vater wurde nach Sibirien verbannt, die Mutter mit den Kindern aus ihrem Haus vertrieben und in einen Wald nach Charkow umgesiedelt. Otto Flath schnitzte dort wie schon in Staritzke Spielzeuge für seine kleinen Geschwister und andere Kinder. Im Zusammenhang mit der russischen Revolution wurden sie 1917 dann aus Russland ausgewiesen. Die Familie musste nach Riga umziehen, wo sie zwei Jahre auf ein Flüchtlingsschiff warteten. Kurz vor Abreise gelang es dem Vater nach seiner Entlassung, die Familie wiederzufinden.
1919 gelangte die ganze von Typhus gezeichnete Familie nach Kiel-Melsdorf, wo Flath mit dreizehn Jahren erstmals die Schule besuchte, die er in drei Jahren erfolgreich durchlief. 1922 endete seine Schulzeit mit der Konfirmation in der St.-Georg-und-Mauritius-Kirche in Flemhude. Im Anschluss daran absolvierte er eine Lehre beim Elfenbeinschnitzer Karl Schneider in Kiel, bildete sich 1925 zum Bildhauergesellen fort und arbeitete bis 1927 zur Sicherung des Lebensunterhalts in einer Möbelschnitzerei. Ab 1928 erhielt er ein Stipendium in der Holzbildhauerklasse der Kunst- und Gewerbeschule Kiel bei den Professoren Schnoor und Blatzek.
1932 lernte er das Künstler-Ehepaar Ellen und Willy Burmester kennen, die mit ihm zusammen den Kieler Künstlerverein gründeten und ihm im selben Jahr seine erste eigene Werkstatt in Kiel vermittelten. Ab 1936 wirkte Otto Flath als freischaffender Künstler, Holzbildhauer und Maler in Bad Segeberg. 1939 erwarb er gemeinsam mit seinen Förderern von der Stadt die später Villa Flath genannten Gebäude. Die Villa hatte zuvor das Kindererholungsheim für bedürftige jüdische Kinder beherbergt, das von dem von Sidonie Werner gegründeten Hamburger Israelitisch-Humanitären Frauenverein geführt wurden war. Im Zuge der Arisierung war die Stadt Segeberg 1938 günstig an das Haus gekommen und hatte es an Burmester und Flath für einen Bruchteil der eigentlichen Werts weiterverkauft. Dort wurden die bis heute zu besichtigenden Ausstellungshallen für die zum Teil bis an die Decke reichenden großen Werke gebaut. In Kiel und Bad Segeberg schuf er ab 1932 viele große Werke, u. a. z. B. Finale, Vertrauen, Licht, Sieg des Glaubens und viele Altäre als Auftragswerke von Kirchengemeinden vor allem in Schleswig-Holstein.
Der Zweite Weltkrieg beendete abrupt die Schaffensfreude. Diese Zeit war für den äußerst friedliebenden, sensiblen und unpolitischen Künstler kaum zu ertragen. Otto Flath wurde eingezogen, brach unter der psychischen und körperlichen Belastung mehrmals zusammen, musste ins Lazarett und anschließend zu einem längeren Genesungsaufenthalt nach Hause. Mehrfach versuchte er erfolglos eine Befreiung vom Kriegsdienst zu erwirken, erreichte aber zumindest, dass er diensteingeschränkt nicht schießen musste. In seiner Freizeit versuchte er, mit den vorhandenen Möglichkeiten die Not zu lindern, indem er wieder Spielzeug schnitzte. In dieser Zeit entstanden auch seine berühmten „Schleierköpfe“: Innenschau, da die äußere Welt für ihn unerträglich geworden war. Kleinere Werke mahnten, dem Geist der Zeit Widerstand zu leisten: Drei Nornen, Versenkung, Gelassenheit, Erdenferne etc.
Das Ende des Krieges bedeutete für Otto Flath die langersehnte Befreiung. Nach der Rückkehr aus der Gefangenschaft 1946 war seine Schaffenskraft in den Nachkriegsjahren ungeheuer. Er konnte seine Zeit nun wieder sinnvoll nutzen und schuf viele sehr große Werke. In der Nachkriegszeit war die Nachfrage nach kirchlichen Werken wegen des Wiederaufbaus und Neubaus zahlreicher Kirchen groß. Ab Mitte der 1960er Jahre kam es zu häufigen und teils längeren Krankheiten sowie Erschöpfungszuständen, doch schuf Otto Flath weiterhin regelmäßig seine Werke, die nun vermehrt für die eigene Ausstellungshalle und private Käufer entstanden. Als letzten großen Auftrag führte er mit 80 Jahren den Altar für die Kirche in Stockelsdorf aus. Das von Ellen und Willy Burmester und später von Gerda Orthmann akkurat geführte Archiv listet das letzte von ihm geschaffene Werk unmittelbar vor seinem Tode mit der Nummer 3521.
Ein 1952 gegründeter Freundeskreis von ca. 500 Personen, der sich über Deutschland bis ins Ausland hinein erstreckte, wurde 1967 mit einer Satzung versehen und ins Vereinsregister eingetragen. 1971 wurde Otto Flath Ehrenbürger der Stadt Bad Segeberg. 1978 wurde die „Otto-Flath-Stiftung“ zur Förderung und Pflege des künstlerischen Werks von Otto Flath gegründet, ihr obliegen der Betrieb und die Unterhaltung der Kunsthalle Flath und der Villa Flath. 1981 wurde ihm an seinem 75-jährigen Geburtstag anlässlich seiner herausragenden Leistungen das Bundesverdienstkreuz am Bande verliehen. Nach dem Tode von Willy und Ellen Burmester 1977 und 1978 fand er eine neue familiäre Heimat in der Lebensgemeinschaft mit Gerda Orthmann. Sie war seit 1954 Mitarbeiterin und später 1. Vorsitzende des Otto-Flath-Kreises, hat mehrere Bücher herausgegeben und war in seinen letzten neun Lebensjahren seine Lebensgefährtin.

## Entwicklung / Werke
Otto Flaths Werke verteilen sich nicht nur in Deutschland, sondern sind über die Welt verstreut (u. a. Skandinavische Länder, USA, Schweiz, Lettland). Sie befinden sich in Kirchen, Schulen, Krankenhäusern, Kammern und Rathäusern sowie bei zahlreichen privaten Flathfreunden. Die Gestaltungsideen entsprangen Bibel, Sagen und Märchen, Mythen und dem realen Leben; aus alter und neuer Zeit. Sein Hauptmotiv sind christliche Szenen, gefolgt von zwischenmenschlichen Beziehungen und Gemütszuständen, literarischen Figuren und mythologischen Erzählungen. Als Werkstoff gestaltete Flath alle Holzarten – welche ihm in der Regel ohne Bestellung gebracht wurden – und formte seine Kunstwerke ohne Zeichnung oder Modell „aus dem Inneren heraus“. Frühe Werke wurden von Ernst Barlach beeinflusst, den er in Kiel kennengelernt hatte. In seinen Erinnerungen erläutert der Künstler: „Mein Glaube hielt mich in allen schweren Ereignissen meines Lebens aufrecht, auch später im 2. Weltkrieg. Nur von diesem Glauben her kann man meine Kunst verstehen. Jedes Werk, das ich schuf, ist religiös, aber nicht jedes Werk ist christlich.“ Ab 1934 wandte Otto Flath sich, beeindruckt vom Brüggemann-Altar im Schleswiger Dom, sakralen Werken in kirchlichen Räumen zu. Bereits sein erster größerer Altar, der die Form eines mittelalterlichen Flügelaltars aufnehmende Kreuzaltar für das Diakonissenhaus in Kropp (heute in der Kunsthalle Otto Flath aufgestellt), zeigt das Thema mehrerer Altäre der 1930er Jahre: „Norddeutsche Menschen unserer Zeit stehen in Gruppen neben dem überragenden großen Kreuz.“
Der mit ihm befreundete Dichter Hermann Claudius (1878–1980) widmete ihm ein Gedicht Du gabst dem Baum die Seele wieder….
Auch das malerische Werk hat sich zu einer eigenständigen Kunstart entwickelt. Hier dominiert die Farbe für die Aussage. In der Stiftung Kunsthalle Flath und Villa Flath wird eine kleine Auswahl seiner Arbeiten präsentiert; eine große Anzahl weitere Werke lagert im Archiv, bzw. einer teilgeschlossenen Fläche der Ausstellungshalle.
Auf der Website otto-flath.de wird das künstlerische Schaffen in drei Phasen eingeteilt:
I. Phase
Ausgehend von der Schnitzerlehre sind seine Arbeiten sehr fein und detailliert; die Erstellung der Holzwerke diente anfangs vor allem dem Verkauf zur Sicherung der Lebenskosten. In der Freizeit entstanden Spielzeuge; er probierte sich auch mit einer Art Comic-Zeichnungen.
II. Phase
Auch in den 1930er Jahren konnte er sich aus wirtschaftlichen Gründen stilistisch noch nicht ganz von den Wünschen der Käufer lösen. Mit der gewonnenen Sicherheit durch die Unterstützung der Burmesters konnte sich die Entwicklung seines eigenen Kunststiles aber weiter entfalten. Die Nöte der Zeit versuchte er in seinen Werken (s. „Frühe Zeichnungen“, 2006) zu verarbeiten, indem er nicht nur die Not darstellte, sondern auch Wege zu deren Überwindung aufzeigte. Kennzeichnend ist dabei beispielsweise die Akzentuierung der Gestalten und Gesichter durch Schleier/Textilien. Bei seinen Altarbildern bezog Flath teils Menschen des 20. Jahrhunderts in das Geschehen mit ein, um deren Identifikation mit dem christlichen Glauben zu erreichen.
„Otto Flaths Gestalten bleiben […] nicht mehr im Leid stecken, sie streifen die Erdenschwere ab, streben nach oben, ja scheinen fast zu schweben. Es ist nicht mehr der Expressionismus alter Zeit, sondern etwas Neues, die Verkündigung einer inneren Welt, jenseits aller irdischen Not, unberührbar durch sie.“ (G. Orthmann)
III. Phase
In der Nachkriegszeit war Flath keinen äußeren Zwängen mehr ausgesetzt und verfeinerte seinen Kunststil. Vor allem in seinen Zeichnungen, Ölbildern und Aquarellen – gemäßigt aber auch in den übrigen Werken – fand eine teils starke abstrahierende Entwicklung statt. Seine Werke zeigen eine zunehmende expressive Spur von Schnitzmesser bzw. Beitel. Zeichnungen und Aquarelle wurden zunehmend gegenstandsloser.
Große Altäre, z. B.
- „Kreuzaltar“ für die Kapelle des Diakonissenhauses in Kropp (1935) – Pappelholz, 200 × 160 cm, seit 1972 in der Kunsthalle Otto Flath aufgestellt[18]
- Altar für die Dankeskirche in Kiel-Holtenau (1935) – Ulmenholz, 400 × 350 cm, die Figuren 1997/2001 neu innerhalb der Kirche platziert[19]
- Altar für die Vicelinkirche St. Jacobi in Bornhöved (1937) – Ulmenholz, 300 × 800 cm, heute neu innerhalb der Kirche platziert[20]
- Altar für die Kirche St. Jürgen in Schlamersdorf (1937) – Lindenholz, 400 × 350 cm[21]
- Altar für die Lutherkirche in Lübeck-St. Lorenz Süd (1937) – Ulmenholz, 400 × 500 cm, 2014 neu innerhalb der Kirche platziert (als Installation von Werner Mally)[22]
- Altar für die Kirche in Kiel-Neumühlen-Dietrichsdorf (1937) – Ulmenholz, Höhe 170 cm, im Zweiten Weltkrieg verbrannt
- Altar für die Christuskirche in Rethwischdorf (1938) – Lindenholz, 300 × 400 cm
- Altar für die Kirche St. Lorenz in Lübeck-St. Lorenz Nord (1938) – Ulmenholz, 230 × 412 cm, 1999 neu innerhalb der Kirche platziert (Christus durch die Fülle des Lebens schreitend)[23]
- „Nachfolge-Altar“ für die Maria-Magdalenen-Kirche in Kiel-Elmschenhagen (1939) – Ulmenholz, 500 × 220 cm, im Krieg eingelagert, erst 2019 vollständig im Seitenschiff aufgestellt[24]
- Altar der ehem. Garnisonskirche (heute Petruskirche) in Kiel-Wik (1939) – Ulmenholz, Höhe 240 bzw. mit Kreuz 420 cm[25]
- Altar „Die Wiederkunft Christi“ (1947) – Lindenholz, 230 × 180 cm, 125 Figuren, aufgestellt in der Kunsthalle Otto Flath[26]
- „Offenbarungsaltar“ in der Anscharkirche Neumünster (1950) – Lindenholz, 500 × 450 cm, aufgestellt 1951
- „Barmherzigkeitsaltar“ (1950/51) – Lindenholz und Pappelholz, 340 × 550 cm, bis 1970 in der Kunsthalle Otto Flath, danach in der Trinity Lutherian Church in Jackson, Michigan, USA
- Altar für die Kreuzkapelle in Kaltenkirchen (1951) – Ulmenholz, 158 × 280 cm
- Altar „Ich bin der Weinstock“ für die Frohbotschaftskirche in Hamburg-Dulsberg (1951/52) – Ulmenholz, 210 × 1000 cm, 2015 wegen Umbau aus der Kirche entfernt
- „Abendmahlsaltar“ in der Marktkirche in Hamburg-Poppenbüttel (1953) – Lindenholz, 270 × 500 cm, 13 lebensgroße Einzelfiguren, 1956 in der neu erbauten Kirche seitlich des Altarraums aufgestellt
- „Engel-Altar“ in der Kirche in Sprötze (1953) – Lindenholz, 220 × 300 cm, 1956 in der Kirche aufgestellt
- Altar in der Kirche in Herzhorn (1954) – Lindenholz, Höhe 160 cm
- „Verkündigungsaltar“ (früher Trinitatisaltar) für die Erlöserkirche in Alt-Garge (1955–57) – Lindenholz, 600 cm breit
- „Auferstehungsaltar“ (Der kosmische Christus) für die Kunsthalle Otto Flath (1965/66) – Ulmenholz, 400 × 600 cm, aufgestellt in der Halle 1971[27]
- Altar „Auferstehung“ in der Auferstehungskirche in Braak (1981) – Mahagoniholz, 350 × 150 cm
- „Christus-Altar“ für das Gemeindehaus der Kirche in Stockelsdorf (1986) – Mahagoniholz, 400 × 280 cm

Weitere große Werke, z. B.
- „Zum Licht“ (1933) – ca. 200 cm hoch, zunächst in St. Nikolai in Kiel, nach dem Zweiten Weltkrieg in der Martin-Luther-Kirche in Hamburg-Iserbrook[28]
- Ehrenmal für die St.-Georg-und-Mauritius-Kirche in Flemhude (1934)[29]
- Kreuzigungsgruppe für die Kapelle des Diakonissenhauses in Kropp (1935) – Pappelholz, 200 × 100 cm, heute in der Kunsthalle Otto Flath aufgestellt
- Taufgruppe in der Petruskirche (Garnisonkirche) in Kiel-Wik,  (1939)[30]
- „Dante und Beatrice“ (1940) – Ulme, ca. 200 cm, aufgestellt in der Kunsthalle Otto Flath[31]
- „Erdenferne“ (1943–46) – Ulme, ca. 200 cm, aufgestellt in der Kunsthalle Otto Flath[32]
- Sturm und Wind, 1947
- Pietà als Ehrenmal für die Marienkirche Bad Segeberg (1948) – Pappelholz, 120 × 80 cm, aufgestellt 1952, heute im Gemeindehaus[33]
- Relief am Eingang zur Kreuzkapelle in Kaltenkirchen (1951) – Eichenholz, 200 × 100 cm
- Kreuzigungsgruppe für die Kirche in Waldau/Pinneberg (1952) – Lindenholz, 220 × 150 cm
- Kruzifix für die Neubaukirche in Wahlstedt (1954) – Lindenholz, Höhe 410 cm
- Altar für die Lutherkirche in Peine (1955) – Blutulme, 180 × 320 cm
- Evangelische Freikirche Torstraße in Hamburg-Stellingen, Christusskulptur (1957)
- „Musik“ (1958) – Platanenholz, 420 cm, aufgestellt in der Kunsthalle Otto Flath
- Christusfigur (1964) – Ulmenholz, 224 cm, St. John’s Church in Williamsville, USA[17]
- Christus-Statue, Ascension Lutheran Church, Atlanta, 1958[34]
- Trinitatiskirche in Berlin-Charlottenburg, Holzkruzifix (1961)
- Menschen im Sturm, nach der Flutkatastrophe 1962, 1967
- Posaunenengel, 1967
- Musizierende Kindergruppe, 1967
- „Der große Fischzug“ (1981) – Mahagoniholz, 150 × 110 cm, Kloster Nütschau in Travenbrück
- St. Christophorus (1954) in der Christophoruskirche in Lübeck-Eichholz
- Taufständer in der St.-Vitus-Kirche in Barskamp
- Abendmahl (Relief) in der Christuskirche in Zülpich

## Rezeption
Otto Flath schuf nach offiziellen Angaben rund 3500 Holzarbeiten und gilt als „einer der aktivsten Produzenten kirchlicher Auftragskunst in Schleswig-Holstein und Norddeutschland“. Ab 1934 wandte er sich der sakralen Kunst zu und schuf bis zum Ausbruch des Zweiten Weltkriegs eine Reihe von Altären, die in evangelischen Gemeinde- und Garnisonskirchen aufgestellt wurden. Nach dem Zweiten Weltkrieg begann eine Phase, in der sehr viele Kirchen Werke des Künstlers erwarben und die Ausstellungshalle des Künstlers in Bad Segeberg zahlreiche Besuchergruppen anzog. Die Beurteilung seiner Werke reichte stets von glühender Verehrung bis zu harscher Kritik, die Interpretationen des Dargestellten fallen sehr unterschiedlich aus.
1954 setzt sich ein „Gutachten des landeskirchlichen Bauausschusses zur Arbeit des Bildhauers Otto Flath – Bad Segeberg“ kritisch mit dem Werk des Künstlers auseinander. Darin heißt es, es sei „eine ernste und gewichtige Frage, ob das Werk Flaths, soweit es für die Ausstattung von Kirchen in Frage kommt, vor objektiven Maßstäben zu bestehen vermag.“ Der Gutachter bemängelt „die Gleichförmigkeit und Leere der Physiognomien, die Lahmheit und Ausdruckslosigkeit der Bewegungen und Gesten, die Verzwängtheit aller Formen.“ Kritisiert wird das von Otto Flath in den 1930er Jahren mehrfach verwendete Motiv der Menschengruppen unter dem großen Kreuz: „Das leere Kreuz für sich allein kann sehr wohl als Symbol wirksam sein, das leere Kreuz zwischen plastisch dargestellten Menschen aber kommt einer Leugnung der Menschwerdung Gottes nahe.“ Der Gutachter erläutert, dass Flath seine eigenen künstlerischen Ziele nicht bewältige: „Wo aber wie hier bei handwerklicher Fertigkeit die geistige Bewältigung des Vorgenommenen fehlt, entstehen Bildwerke, welche allzuleicht durch ihren Habitus bei unkritischer Betrachtung reifen Kunstwerken zum Verwechseln ähnlich sehen.“
Im gleichen Jahr schreibt Uwe Steffen in Das Bild des Menschen im Werk Otto Flaths über die Altarwerke: „Flath hat dabei die Menschen in den biblischen Szenen vielfach als Menschen unseer Zeit gezeigt, die dem Herrn begegnen, sein Wort hören und ihm nachfolgen. In einer Reihe von Altarwerken hat Flath auch nur Menschen unserer Zeit unter dem hochaufgerichteten schlichten Kreuz als dem Symbol für den gegenwärtigen Christus dargestellt, z. B. in der früheren Garnison-Kirche in Kiel-Wik. Da stehen Fischer und Bauern, Seeleute und Soldaten und die allein zurückbleibenden Frauen, zu einer Gemeinde verbunden, unter dem Kreuz. Denen, die glauben, ist es eine Gotteskraft, wo immer sie im Leben stehen. In ihm, als dem Zeichen des weltüberwindenden Glaubens, ist letzte Einheit, letzter Trost, letzte Geborgenheit.“
Rudolph Jacoby schreibt über das Werk: „Otto Flaths Kunst läßt sich nicht in einen engen Rahmen zwingen, das zeigt uns deutlich sein Schaffen. In seinen Gestalten, und zwar gleichgültig, ob es sich um den Einzelmenschen handelt, den er darstellt, oder ob es eine Gruppe von Menschen ist, immer ist ihm das Geistige in ihnen das Wesentliche. […] Blick und Miene, Haltung und Gebärde geben Aufschluß über das, was der Künstler sagen will. Die Formen fließen reich und ungehemmt, und überall ist stärkste seelische Ausdruckskraft.“
In späteren Jahrzehnten wurde Flaths Figuren aus den 1930er Jahren wiederholt eine Nähe zur nationalsozialistischen Ideologie nachgesagt, wie etwa in der Lübecker Gedenkstätte Lutherkirche, auf deren Homepage die Skulptur von 1937 folgendermaßen beschrieben wird: „Sie entsprach dem nationalsozialistischen Ideal einer mehrköpfigen Familie: In dem strengen Familienbild führt der Vater die Hand des Sohnes ans Schwert, die Mutter behütet vier Kinder und die aufrechten Großeltern rechts und links stehen für Erbgesundheit und Tradition. Zum Kreuz, unter dem die Familie steht, nimmt niemand Blickkontakt auf.“ Flath hatte die später oft als „Deutsche Familie“ bezeichnete Skulptur für den 1937 eingeweihten Neubau der Lutherkirche in Lübeck-St. Lorenz Süd geschaffen. Sie war von den die Lübecker Landeskirche bestimmenden Deutschen Christen, unter deren Leitung die Kirche gebaut und ausgestattet wurde, ausdrücklich als Darstellung des nationalsozialistischen Familienideals gewürdigt worden. 1990 wurde die Figurengruppe vom Altar entfernt und ohne Kreuz im Seiteneingang aufgestellt. Im Zuge der Umgestaltung des Altarraums 2014 integrierte Werner Mally die Figuren in seine Installation Reflexion.
Seit dem Ende des 20. Jahrhunderts wurden auch die zwischen 1936 und 1938 geschaffenen Altarfiguren aus der Dankeskirche in Kiel-Holtenau, der St. Jakobi-Kirche in Bornhöved sowie der St. Lorenz-Kirche in Lübeck-St. Lorenz Nord aus dem Altarraum entfernt und innerhalb der Kirchen neu platziert. Auch in der Petruskirche in Kiel-Wik (1939) war zeitweise über eine Entfernung der Altarfiguren diskutiert worden. Die 1939 geschaffenen fünf Blöcke einer Figurengruppe für die Maria-Magdalenen-Kirche in Kiel-Elmschenhagen, die wegen des Kriegsbeginns nicht mehr aufgestellt wurden und sich mehrere Jahrzehnte lang geteilt an verschiedenen Standpunkten befanden, wurden erst 2019 im südlichen Querschiff der Kirche, für die sie eigentlich bestimmt gewesen war, aufgestellt.
Im Jahr 2014 mutmaßte Petra Schellen in der taz: „[Man] weiß, dass Emma Burmester [gemeint ist Ellen Burmester] eine Mystik vertrat, die sich zwischen Erlösungsreligion, Geheimorden und Theosophie bewegte. Sie scheint Flath in der Nazizeit auch darauf gebracht zu haben, dass das Altarschnitzen eine lukrative Sache sei.“ und „Ab Mitte der 1930er-Jahre wurden es kantige, norddeutsch-expressionistische Gestalten, die gut zum Germanenkult der Nazis passten. […] Wenn man zudem bedenkt, dass sich Flath in der NS-Zeit gezielt um Aufträge für Kirchenaltäre bewarb, fällt es schwer, an eine unbewusste Verwendung damals „üblicher“ Formen und Motive zu glauben.“
Die Kunsthistorikerin Katharina Priewe schreibt 2020 in einem Aufsatz über die Altarwerke Otto Flaths aus den 1930er Jahren: „In diesen Werken löst sich Flath von tradierter christlicher Altar-Ikonographie wie derjenigen der Kreuzigung. Das monumentale Holzkreuz ohne Kruzifixus ist nicht als Abbildung des historischen Kreuzigungsgeschehens Jesu, sondern als übergroßes Siegeszeichen formuliert. Historisches Personal wird weitgehend durch Menschendarstellungen in tendenziell überzeitlichen Gewändern und Engel oder allegorische Gestalten ersetzt. Insgesamt wird also auf eine christologische Ikonographie zugunsten der Darstellung der allegorisch aufgeladenen Gemeinde verzichtet.“ Weiter schreibt sie: „Dennoch rücken seine Skulpturen durch die Darstellung von Bauern, Soldaten und Familien in die Nähe von Darstellungen der idealisierten »Volksgemeinschaft«“ und „Für die Kirchenkunst sind volkstümliche Menschendarstellungen aber kein Spezifikum der 1930er Jahre.“ Sie ergänzt: „Die markanten Gesichtszüge mit hoher Stirn und kantigem Kinn der Figuren sind eine Form, wie sie als »arisch-nordischer« Typus in der Kunst der NS-Zeit beliebt war. Allerdings gibt es diesen heroisch-kantigen Typus als Ausdrucksform bereits in der Kunst seit 1900, noch ohne eine rassistische Konnotation.“ Und schließlich: „Flaths Altäre der 1930er Jahre stehen stilistisch und ikonographisch insgesamt in der Tradition der Kunst der 1910er/1920er Jahre und wurden in seinem Werk bereits vor 1933 entwickelt. Von einer Betitelung als genuin nationalsozialistischer Kunst sollte daher Abstand genommen werden.“
Stephan Linck, Studienleiter für Erinnerungskultur und Gedenkstättenarbeit in der Evangelischen Akademie der Nordkirche, schreibt 2023: „Die Ikonographie Flaths ist schwer zu bewerten. Zum Teil sind es sehr NS-konforme Darstellungen, die bereits genannte »Deutsche Familie« in Lübeck sticht dabei heraus. Die Figuren haben zudem vielfach Gesichtszüge, die dem germanischen Ideal der Nationalsozialisten nahe kommen. In vielen Fällen geht es hier aber nicht um NS-Kunst im engeren Sinne – ganz abgesehen von Flaths nach 1945 hergestellten 23 weiteren Altargruppen. Die Gemeinden gehen damit unterschiedlich um, einige Flath-Gruppen wurden deplatziert wie in Kiel-Holtenau, kritisch eingeordnet wie in der Anscharkirche, Neumünster, oder es wird noch diskutiert wie im Hamburger Stadtteil Rissen, wo die Flath-Kunst in einer während der NS-Zeit erbauten Kirche aus der Nachkriegszeit stammt.“

## Filme
- Otto Flath: „Die Form steckt schon im Baum“;
- Otto Flath: „Die Musik“;
- Otto Flath – „Mensch und Künstler – Zeitzeugen erinnern sich“, Filmproduktion H. Teske, herausgegeben anlässlich des 90. Geburtstags von Otto Flath am 9. Mai 1996